# Friedrich Bergmann (generaal)
Friedrich Bergmann (Ingolstadt, 10 mei 1883 - Stavki, 21 december 1941) was een Duitse officier en Generalleutnant tijdens de Tweede Wereldoorlog.

## Leven
Op 1 mei 1883 werd Friedrich Bergmann in Ingolstadt geboren. Hij trad als Zweijährig-Freiwilliger op 15 juli 1902 in dienst van het Beiers leger. En werd geplaatst bij het 1. Königlich Bayerisches Fußartillerie-Regiment „vakant Bothmer“. Korte tijd daarna werd hij benoemd tot Offiziersanwärter  (officierskandidaat). Op 9 maart 1904 werd Bergmann bevorderd tot Leutnant. Vanaf 1 oktober 1906 werd hij gecommandeerd naar de Artillerie- und Ingenieurschule  (artillerie- en ingenieursschool).
In 1909 werd Bergmann voor 4 jaar geplaatst bij het 4. Königlich Bayerisches Feldartillerie-Regiment „König“. Bij deze eenheid werd hij op 7 maart 1912 bevorderd tot Oberleutnant. In 1913 keerde hij terug naar het 1. Königlich Bayerisches Fußartillerie-Regiment „vakant Bothmer“.
Van 1913 tot 16 mei 1915 werd Bergmann als regimentsadjudant ingezet bij het 1. Königlich Bayerisches Fußartillerie-Regiment „vakant Bothmer“.

### Eerste Wereldoorlog
Bij het begin van de Eerste Wereldoorlog werd hij ingezet aan het front. Van16 mei 1915 tot 12 januari 1917 functioneerde Bergmann als batterijcommandant in het 1. Königlich Bayerisches Fußartillerie-Regiment „vakant Bothmer“. Op 9 augustus 1915 werd hij bevorderd tot Hauptmann. De Rangdienstalter werd later gedateerd op 8 november 1914.
Begin 1917 werd overgeplaatst naar de staf van de General der Fußartillerie 2. Hiermee begon zijn carrière in de Generalstab  (Generale Staf), welke tijdens de rest van de Eerste Wereldoorlog bij verschillende staven leidde.
Van 24 december 1917 tot 11 februari 1918 werd Bergmann als kandidaat stafofficier toegewezen aan het 1. Königlich Bayerische Division. Vanuit daar werd hij gedetacheerd naar de Generale Staf officierscursus in Sedan. Na zijn opleiding werd hij als stafofficier ingezet als Zweiter Generalstabsoffizier  (2e Generale Stafofficier) in het 6. Königlich Bayerische Landwehr-Division. Deze functie bekleedde hij tot 27 december 1918.
Van 27 december 1918 tot 18 januari 1919 was Bergmann als regimentsadjudant ingezet bij het Königlich Bayerisches 1. Fußartillerie-Regiment „vakant Bothmer“. Waarna hij als batterijcommandant ingezet werd in het Königlich Bayerisches 1. Fußartillerie-Regiment „vakant Bothmer“.
Aan het einde van de Eerste Wereldoorlog was hij onderscheiden met het Ridderkruis van de Huisorde van Hohenzollern met Zwaarden en de beide klassen van het IJzeren Kruis 1914.

### Interbellum
Na de Eerste Wereldoorlog zat Bergmann een zekere tijd als commandant van het vrijwillige batterij Bergmann in het Freikorps Epp  (vrijkorps Epp). Hierna werd hij opgenomen in de Reichswehr. Daarbij kwam Bergmann voor het eerst als stafofficier z.b.V.  (speciaal gebruik) in de staf van de commandant van de artillerie van de Reichswehr-Brigade 24.
Bij de opbouw van het 100.000 man sterke Reichsheer van de Reichswehr, werd Bergman als batterijcommandant opgenomen in het 7. (Bayer.) Artillerie-Regiment. In deze eenheid werd hij voor de komende jaren ingezet in de regimentsstaf in Neurenberg. Op 1 februari 1926 werd hij bevorderd tot Major. Vanaf 1 februari 1926 tot 1 november 1927 diende Bergman in de bataljonsstaf, en als garnizoensofficier in Neurenberg.
Eind 1927 werd hij overgeplaatst naar de Inspektion der Artillerie (In 4)  (inspecteur van de artillerie) in het Reichswehrministerium (RWM, Rijksministerie van Defensie) in Berlijn. En werd hij bevorderd tot Oberstleutnant op 1 november 1930.
Van 1 februari 1931 tot 1 februari 1933 was Bergmann commandant van de 7. (Bayer.) Fahr-Abteilung in München. Vervolgens bekleedde hij deze functie de komende twee jaar. Daarna werd hij weer op 1 maart 1933 geplaatst in het RWM in Berlijn. In het RWM werd Bergmann benoemd tot stafchef van de Inspektion der Artillerie (In 4) (inspecteur van de artillerie). Op 1 april 1933 werd hij bevorderd tot Oberst. Deze functie hield hij tijdens de verdere uitbreiding van de Reichswehr.
Tijdens het zichtbaar maken van de eenheden op 15 oktober 1935, werd Bergmann benoemd tot Artillerie-Kommandeur 5 (Arko 5). Als Arko 5 werd hij op 1 maart 1936 bevorderd tot Generalmajor. Dezelfde dag nog werd hij tot commandant benoemd van de 27. Infanterie-Division  (27e Infanteriedivisie) in Augsburg. Als gevolg van zijn benoeming tot commandant, werd hij op 1 maart 1938 bevorderd tot Generalleutnant.

### Tweede Wereldoorlog
Tijdens het begin van de Tweede Wereldoorlog leidde hij zijn divisie in de zomer van 1939 tijdens de Poolse Veldtocht. In het voorjaar van 1940 commandeerde Bergmann de 27ste Infanteriedivisie tijdens de slag om Frankrijk.
Hij was inmiddels onderscheiden met de beide klassen van het Herhalingsgesp bij IJzeren Kruis 1939.
Kort voor de omvorming van de divisie naar de 17. Panzer-Division  (17e Pantserdivisie), gaf hij zijn commando in oktober 1940 weer over. Hij werd dezelfde dag benoemd tot commandant van de 137. Infanterie-Division  (137e Infanteriedivisie). Deze divisie voerde Bergmann aan tijdens operatie Barbarossa, en de aanval op Centraal-Rusland.
Op 19 december 1941 werd Bergmann als Generalleutnant en commandant van de 137e Infanteriedivisie onderscheiden met het Duitse Kruis in goud.
Twee dagen later, tijdens de verdediging van een Russische tegenaanval nabij Kaluga  (Kaloega) voor Moskou is hij gesneuveld.

## Militaire carrière
- Generalleutnant: 1 maart 1938[2][10]
- Generalmajor: 1 maart 1936[2][10]
- Oberst: 1 april 1933[2][10]
- Oberstleutnant: 1 november 1930[2][10]
- Major: 1 februari 1926[2][10]
- Hauptmann: 9 augustus 1915[2] (RDA vanaf 8 november 1914[10][12])
- Oberleutnant: 7 maart 1912[2][10]
- Leutnant: 9 maart 1904[2][10]
- Fähnrich: 29 januari 1903[2]
- Zweijährig-Freiwilliger: 15 juli 1902[2][10]

## Onderscheidingen
- Duitse Kruis in goud op 19 december 1941 als Generalleutnant en Commandant van de 137e Infanteriedivisie, Heer[2][10][13]
- IJzeren Kruis 1914, 1e Klasse[2][10] en 2e Klasse[2][10]
- Herhalingsgesp bij IJzeren Kruis 1939, 1e Klasse[2][10] en 2e Klasse[2][10]
- Prins-regent Ludwigsmedaille[2]
- Erekruis voor Frontstrijders in de Wereldoorlog[2]
- Kruis voor Militaire Verdienste (Oostenrijk-Hongarije), 3e Klasse[14] met Oorlogsdecoratie[2]
- Orde van Militaire Verdienste (Beieren), 4e Klasse met Kroon[14] en Zwaarden[2]
- Ridder in de Huisorde van Hohenzollern met Zwaarden[10][14] op 24 november 1917[2]
- Dienstonderscheiding van Leger en Marine, 1e Klasse (25 dienstjaren)[2]
- Medaille ter Herinnering aan de 13e Maart 1938[2]